# Chocolat
Chocolat (phiên âm tiếng Pháp: [ʃɔkɔla]) là một bộ phim tâm lý - tình cảm được dựa trên truyện ngắn cùng tên của tác giả Joanne Haris do đạo diễn Lasse Hallström thực hiện. Dựa theo người viết kịch bản Robert Nelson Jacobs, Chocolat kể một câu chuyện về một người mẹ trẻ độc thân (Juliette Binoche đóng) chuyển đến Lansquenet-sous-Tannes, một làng quê nước Pháp, cùng cô con gái nhỏ 6 tuổi. Cô mở ra La Chocolaterie Maya, một cửa tiệm nhỏ bán sôcôla. Những viên sôcôla ngọt ngào nhanh chóng khuấy động cuộc sống vốn tĩnh lặng của thị trấn nhỏ cổ kính.
Bộ phim được bấm máy tại thị trấn Flavigny-sur-Ozerain, Bourgogne, và thị trấn Rue De L'ancienne Poste ở Beynac-et-Cazenac, Dordogne. Cả hai địa điểm đều ở nước Pháp. Những cảnh quay sông nước được đặt tại Fonthill Lake - một hồ nước phía Tây Nam Wiltshire, Vương Quốc Anh.
Bộ phim được đề cử cho 5 giải Oscar, 8 giải BAFTA, 4 giải Quả cầu vàng, và đoạt giải SAG.

## Nội dung
Vianne Rocher (Juliette Binoche) là một chuyên gia làm sôcôla tài giỏi bôn ba qua bao nhiêu nước Châu Âu cùng cô con gái nhỏ Anouska (Victoire Thivisol). Mùa đông năm 1959, họ dừng chân đến một thị trấn thanh bình nhưng trung thành tuyệt đối với phong tục tập quán ở Pháp. Vianne mở một cửa tiệm bán sôcôla nhỏ nhưng lại cùng lúc người dân trong thị trấn cử hành Mùa Chay. Vianne thường mặc những bộ váy áo sang trọng và khêu gợi. Cô không đến nhà thờ như tất cả những người dân khác. Anouska, con gái cô, có tính cách không phù hợp với những đứa trẻ trong làng. Những người dân ở đây sau khi nếm những loại kẹo kỳ diệu của cô đã rũ bỏ vẻ đạo mạo để sống một cuộc sống mới đầy đam mê, làm ngài thị trưởng Comte Paul de Reynaud (Alfred Molina) nhiều lần nhắc nhở cô làm ảnh hưởng đến việc ăn chay của người trong thị trấn. Reynaud có một người vợ, nhưng bà đã bỏ đi mãi mãi mặc dù Reynaud luôn mong đợi một ngày bà sẽ trở về.
Một trong những người đầu tiên có cảm tình với Vianne là bà Armande (Judi Dench), người chủ nhà cho cô thuê. Bà Armande thường xuyên than vãn về cô con gái lạnh lùng Caroline (Carrie-Anne Moss) đã không cho bà gặp đứa cháu trai Luc vì cô cho rằng bà là người xấu. Vianne đã sắp xếp cho bà Armande và Luc gặp nhau ở cửa tiệm sôcôla của cô. Ngày qua ngày, cùng những cốc sôcôla nóng hổi, hai bà cháu nhanh chóng trở nên thân thiết và yêu thương nhau. Khi bị phát hiện, Caroline nói ra bí mật bà Armande bị bệnh tiểu đường. Gạt đi tình trạng sức khoẻ ốm yếu, bà tiếp tục đến tiệm sôcôla của Vianne bầu bạn với những viên kẹo ngọt ngào.
Vianne tiếp tục vun đắp tình bạn với Josephine (Lena Olin), một người phụ nữ là nạn nhân bạo lực gia đình bởi một người chồng Serge (Peter Stormare) là con sâu rượu. Sau nhiều lần bị đánh đập, Josephine bỏ nhà ra đi và dọn ra sống cùng Vianne. Vianne cho cô làm việc ở cửa tiệm và dạy cô cách làm sôcôla. Josephine trở nên tự tin và hạnh phúc. Dưới sự giật dây của ngài thị trưởng Reynaud, Serge giả bộ tu tỉnh và van xin Josephine quay lại với hắn, nhưng cô từ chối. Serge nốc rượu đến say xỉn và đột nhập vào cửa tiệm của Vianne tấn công, nhưng Josephine đã hạ gục hắn chỉ với một cú đập bằng chảo lên đầu Serge.
Mối quan hệ giữa Vianne và thị trưởng Reynaud ngày càng tệ. Một ngày nọ, những người dân Gipxi đặt chân đến thị trấn nhỏ. Trong khi toàn thể người dân trong thị trấn ghét bỏ, tẩy chay họ thì Vianne tỏ ra vô cùng thân thiện và bầu bạn với những người Gipxi ấy. Cô gặp gỡ và nảy sinh tình cảm với Roux (Johnny Depp). Họ cùng nhau mở buổi tiệc sinh nhật thứ 70 cho bà Armande trên tàu của Roux. Luc, khi nhận được thư mời dự tiệc, đã trốn nhà tới dự và tặng bà ngoại một bức tranh chân dung khiến bà Armande vô cùng cảm động và hạnh phúc. Khi Caroline phát hiện Luc đã bỏ trốn, cô chạy đi tìm cậu khắp nơi và nhìn thấy Luc đang nhảy với bà Armande rất vui vẻ trên tàu của Roux. Caroline chợt nhận ra cô đã quá cứng nhắc với con trai và bà Armande hoàn toàn không phải là một tấm gương xấu cho Luc. Mắt nhạt nhoà, cô bỏ đi, để Luc lại với bà ngoại.
Tàn tiệc, Josephine và Anouska thiếp ngủ trên tàu. Vianne và Roux bày tỏ tình cảm với nhau. Nửa đêm hôm ấy, Serge, tức giận vì Josephine đã không quay trở về và đang sống rất hạnh phúc, đã rưới xăng đốt trụi con thuyền của Roux. May mắn thay, Josephine tỉnh giấc kịp thời và trốn thoát một cách an toàn. Nhưng lòng tin của Vianne với người dân trong thị trấn đã bị tổn thương sâu sắc. Cùng đêm hôm ấy, khi Luc quay trở lại phòng khách của bà ngoại để đắp chăn cho bà, cậu phát hiện bà cơ thể bà Armande đã lạnh ngắt. Sau vụ hoả hoạn, Roux thu xếp đồ đạc và bỏ đi cùng những người dân Gipxi, bỏ lại Vianne buồn chán và đau đớn.
Tin rằng mình không thể chống đối lại Reynaud, Vianne quyết định thu xếp đồ đạc ra đi. Trước khi khởi hành, cô bước vào bếp và ngạc nhiên nhìn thấy những người dân trong thị trấn đang tụ họp lại làm sôcôla cho buổi Lễ Phục Sinh mà Vianne đã dự tính vào ngày Chủ Nhật. Mặc dù toàn thể người dân trong thị trấn đã thay đổi và không còn giữ tập tục Mùa Chay, Reynaud vẫn kiên quyết trung thành và cứng nhắc với việc ăn kiêng trước lễ Phục Sinh và sôcôla là điều không thể chấp nhận đối với ông. Vào buổi tối thứ bảy trước lễ Phục Sinh, Reynaud đột nhập vào cửa tiệm của Vianne và đập phá những bức tượng sôcôla trang trí trên quầy. Khi sôcôla vô tình quệt vào môi của Reynaud, ông nếm thử vị ngọt của nó. Reynaud ngấu nghiến ăn những viên sôcôla được bày biện trên quầy, khóc thảm thiết và ngủ thiếp đi. Sáng hôm sau, Vianne hứa với Reynaud rằng cô sẽ không tiết lộ chuyện đã xảy ra đêm qua. Từ đó, Vianne và Reynaud cải thiện mối quan hệ, và tôn trọng nhau hết mực. Bình yên trở về với thị trấn cổ kính, tĩnh lặng.
Vào mùa hè năm ấy, Roux trở lại và cầu hôn Vianne. Vianne quyết định ở lại thị trấn nhỏ, coi như đây là một mái nhà mới cho cô và Anouska.

## Phân Vai
- Juliette Binoche vai Vianne Rocher
- Johnny Depp vai Roux
- Judi Dench vai Armande Voizin
- Alfred Molina vai Comte de Reynaud
- Leslie Caron vai Madame Audel
- Victoire Thivisol vai Anouska
- Carrie-Anne Moss vai Caroline Clairmont
- Antonio Gil Martinez vai Jean-Marc Dou
- Helene Cardona vai Francoise Drou
- Hugh O'Conor vai Pere Henri
- Harrison Pratt vai Dedou Drou
- Gaelan Connell vai Didi Drou
- Lena Olin vai Josephine Muscat
- Elisabeth Commelin vai Yvette Marceau
- Peter Stormare vai Serge Muscat
- Ron Cook vai Alphonse Marceau
- Aurélien Parent-Koenig vai Luc Clairmont
- John Wood vai Guillaume Blerot